# 朱凱廸新西團隊
朱凱廸新西團隊是前香港立法會議員朱凱廸於2016年成立的一支新界西對抗鄉事派的團隊，簡稱「新西團隊」、「新界西團隊」，2019年正式投入選舉運作，有組織土地正義聯盟背景。在2019年區議會選舉連同報稱獨立的人選，團隊合共派出 11 名人士參選（若計算所有Plan B候選人則逾 16 人參選），當中有 9 人當選，朱凱廸本人卻落敗。由於朱凱廸曾是自決派人士，該團隊報名參選時曾經受到選舉主任查詢其對「民主自決」之立場，但最後仍獲得參選資格。團隊支持五大訴求，支持落實雙真普選。解散前該團隊擁有7席區議會議席。
2021年5月20日，在其社交專頁宣布解散。

## 選舉
2019年香港區議會選舉結果
| 區議會           | 參選選區   | 候選人 | 得票    | 結果 | 備註                                                                    |
| 2019年區議會選舉 |            |        |         |      |                                                                         |
| 荃灣區議會       | K04 海濱   | 岑敖暉 | 5,113票 | 當選 | 在2021年5月6日因參與2020年6月4日非法集會被判囚6個月，即時喪失區議員資格 |
| 屯門區議會       | L04 兆翠   | 甄霈霖 | 5,769票 | 當選 | 在2021年7月8日請辭                                                      |
| 屯門區議會       | L26 建生   | 羅佩麗 | 4,730票 | 當選 | 在2021年7月8日請辭                                                      |
| 元朗區議會       | M01 豐年   | 陳敬倫 | 3,476票 | 當選 | 在2021年7月14日請辭                                                     |
| 元朗區議會       | M06 水邊   | 黎國泳 | 3,799票 | 當選 | 在2021年10月20日被代表政府的監誓人確定爲宣誓無效                        |
| 元朗區議會       | M13 屏山南 | 梁德明 | 3,172票 | 當選 | 在2021年7月7日請辭                                                      |
| 元朗區議會       | M14 洪福   | 陳樹暉 | 1,780票 | 當選 | 在2021年7月7日請辭                                                      |
| 元朗區議會       | M17 盛欣   | 區國權 | 3,530票 | 當選 | 在2021年7月7日請辭                                                      |
| 元朗區議會       | M39 八鄉南 | 朱凱廸 | 3,435票 | 落選 | 不適用                                                                  |
| 葵青區議會       | S23 青衣邨 | 王必敏 | 4,727票 | 當選 | 在2021年7月8日請辭                                                      |
| 離島區議會       | T01 大嶼山 | 馮小燕 | 2,633票 | 落選 | 不適用                                                                  |
| 離島區議會       | T10 長洲   | 梁國豪 | 5,142票 | 當選 | 在2021年7月10日請辭                                                     |

2020年香港立法會選舉

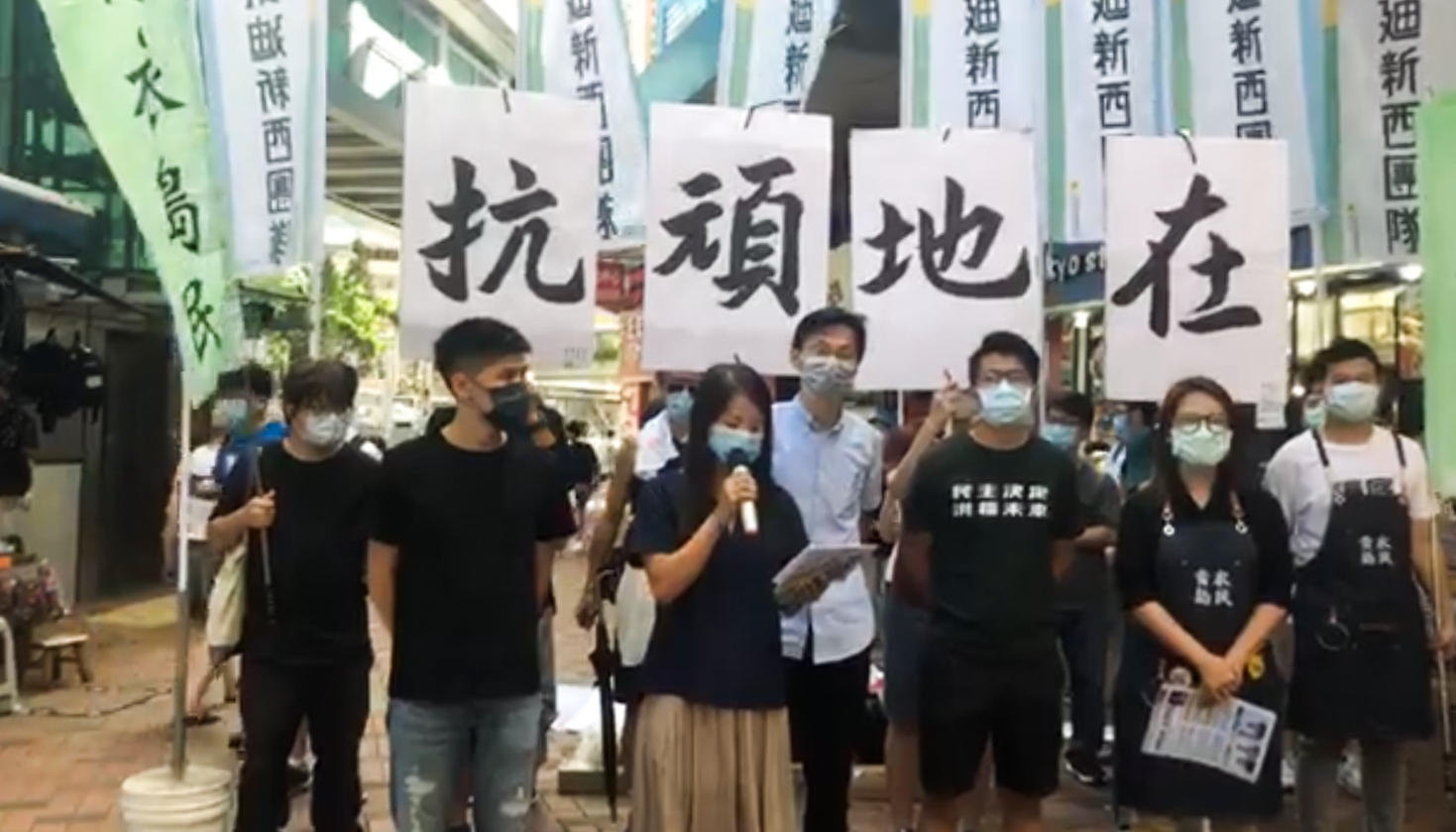
2020年6月20日，朱凱迪和岑敖暉在荃灣宣佈參選

2020年6月20日，朱凱廸宣布在新界西角逐連任，並與元朗區議員陳樹暉、大嶼山社區主任馮小燕及青衣島民葵青區議員王必敏合組四人名單，荃灣區議員岑敖暉則宣布參選區議會（第二）功能組別，並支持前立場新聞記者何桂藍出選新界東、張崑陽出選九龍西、袁嘉蔚出選香港島。
2020年7月30日，參選超級區議會初選成功出線的岑敖暉遭選舉主任裁定提名無效。翌日，行政長官林鄭月娥宣佈因2019冠狀病毒病疫情（COVID-19）肆虐影響公眾安全，故援引《香港法例》第241章《緊急情況規例條例》訂立附屬法例第241L章《緊急情況（換屆選舉日期）（第七屆立法會）規例》，押後至2021年9月5日才舉行立法會選舉。